# Anhalt-Bernburg
Anhalt-Bernburg fou un comtat (els comtes s'anomenaven prínceps) del Sacre Imperi Romanogermànic i posteriorment un ducat d'Alemanya governat per la casa d'Ascània i amb seu a Bernburg, avui dia a Saxònia-Anhalt. Va sorgir com una subdivisió d'Anhalt el 1252 i va existir fins a 1468 quan es va extingir i fou repartit entre Anhalt-Dessau i Anhalt-Kothen. Va sorgir altre cop com a ducat per partició en cinc parts del ducat d'Anhalt-Dessau.
El principat d'Anhalt-Bernburg es va dividir en Anhalt-Bernburg i Anhalt-Harzgerode el 1635, però aquesta segona línia es va extingir el 1709 i va retornar a la línia principal, només per tornar-se a dividir el 1718 en Anhalt-Bernburg i Anhalt-Zeitz-Hoym. Aquesta segona línia fou rebatejada Anhalt-Bernburg-Schaumburg-Hoym el 1727 però va desaparèixer el 1812 i el seu territori va passar altre cop a la línia principal. El 1807 l'Anhalt Bernburg va ser elevat a ducat per l'emperador, sent príncep Aleix Frederic Cristià. El 1863 Alexandre Carles, el segon duc, va morir sense fills, i la nissaga es va extingir, passant el ducat a Anhalt-Dessau.

## Primer comtat/principat d'Anhalt-Bernburg
- Bernat I 1252-1286
- Joan I 1286-1291 (co-príncep)
- Bernat II 1286-1318 (junt amb l'anterior fins a 1291)
- Bernat III 1318-1348
- Bernat IV 1348-1354 (co-príncep)
- Enric IV 1348-1374 (co-príncep fins a 1354)
- Otó III 1354-1404
- Bernat V 1374-1420 (co-príncep)
- Otó IV 1404-1415
- Bernhard VI 1404-1468 (co-príncep fins a 1415)

## Segon comtat-principat (des de 1807 ducat)
- Cristià I 1603-1630
- Cristià II 1630-1656
- Víctor Amadeu 1656-1718
- Carles Frederic 1718-1721
- Víctor Frederic 1721-1765
- Frederic Albert 1765-1796
- Aleix Frederic Christià 1796-1834 (comte/príncep fins a 1807, després duc)
- Alexandre Carles 1834-1863
  - Regència de Frederica de Schleswig-Holstein-Sonderburg-Glücksburg, 1855-1863 (+1902)